# 巨核細胞–紅細胞祖細胞

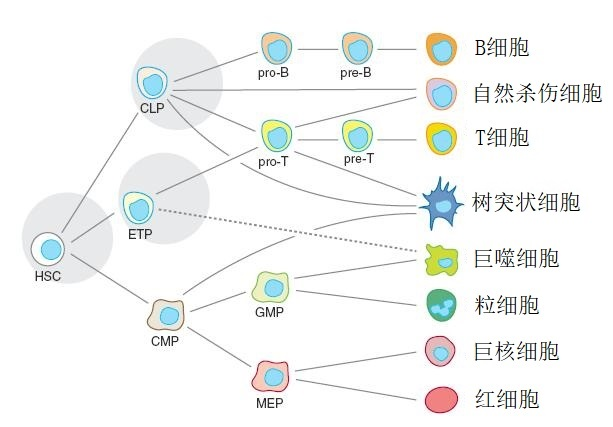
MEP族系

巨核細胞–紅細胞祖細胞（megakaryocyte–erythroid progenitor cell、或MEP、或人類HMEP）是一種，使人們產生巨核细胞及红血球的細胞。
它是從共同骨髓祖（CFU-GEMM）而得。